# Yodargirita
La yodargirita es un mineral de la clase de los minerales haluros. Fue descubierta en 1859 en una mina del municipio de Concepción del Oro, en el estado de Zacatecas (México), siendo nombrada así por su composición química, de yodo + argiros -plata en griego-. Sinónimos poco usados son: yodita, iodita o yodirita.

## Características químicas
La yodargirita es un yoduro de plata sin agua en su fórmula. Son muy comunes las impurezas de cloro y bromo, apareciendo como una mezcla de los tres haluros de plata.

## Hábito
Los cristales son prismáticos generalmente, aunque también pueden ser tabulares o presentarse como grupos paralelos o rosetas. Por lo general presentan un desarrollo claramente hemimórfico.  También puede presentarse como agregados masivos, en láminas o en escamas.

## Formación y yacimientos
Aparece como mineral secundario en las zonas oxidadas, normalmente por quedar descubiertos a la intemperie, de los yacimientos de otros minerales de plata. Suele encontrarse asociado a otros minerales como: vanadinita, plata nativa, piromorfita, limonita, bromargirita, descloizita, clorargirita, cerusita, calcita, bismoclita, o acantita.

## Usos
Es un mineral muy raro, aunque podría considerarse como una  mena de plata.